# NEC Red Rockets 2011-2012
Questa voce raccoglie le informazioni riguardanti le NEC Red Rockets nella stagione 2011-2012.

## Organigramma societario
Area direttiva
- Presidente: Hitoshi Takada
- Direttore generale: Takashi Nakamura

Area tecnica
- Allenatore: Akinori Yamada
- Assistente allenatore: Satoru Omura, Kosuke Mikami
- Preparatore atletico: Maki Takemura

## Rosa
| N° | Nome              | Ruolo | Data di nascita   | Nazionalità sportiva |
| -- | ----------------- | ----- | ----------------- | -------------------- |
| 1  | Miki Yahata       | S     | 30 luglio 1990    | Giappone             |
| 2  | Sachiko Sugiyama  | C     | 19 settembre 1979 | Giappone             |
| 3  | Kanako Naito      | C     | 4 novembre 1980   | Giappone             |
| 4  | Akiko Uchida      | S     | 30 novembre 1985  | Giappone             |
| 5  | Makoto Matsuura   | P     | 9 settembre 1986  | Giappone             |
| 6  | Natsumi Shibusawa | S     | 10 agosto 1989    | Giappone             |
| 7  | Miyuki Akiyama    | P     | 27 agosto 1984    | Giappone             |
| 8  | Haruyo Shimamura  | C     | 4 marzo 1992      | Giappone             |
| 9  | Hiroko Matsuura   | P/O   | 15 luglio 1990    | Giappone             |
| 10 | Akiko Ino         | L     | 28 settembre 1986 | Giappone             |
| 11 | Cho Shion         | C     | 2 agosto 1985     | Giappone             |
| 12 | Brižitka Molnar   | S     | 28 luglio 1985    | Serbia               |
| 13 | Miho Watanabe     | P     | 8 gennaio 1989    | Giappone             |
| 14 | Saori Kaneko      | S     | 9 maggio 1992     | Giappone             |
| 15 | Nami Takiguchi    | L     | 8 giugno 1990     | Giappone             |
| 16 | Risa Shiragaki    | S     | 30 luglio 1991    | Giappone             |
| 17 | Kana Ōno          | C     | 30 giugno 1992    | Giappone             |
| 18 | Miku Torigoe      | L     | 16 ottobre 1992   | Giappone             |
| 19 | Akari Oumi        | S     | 10 novembre 1989  | Giappone             |

## Mercato
| Acquisti | Acquisti        | Acquisti      | Acquisti   |
| R.       | Nome            | da            | Modalità   |
| -------- | --------------- | ------------- | ---------- |
| S        | Brižitka Molnar | Panathīnaïkos | definitivo |
| S        | Akari Oumi      | Tōkai Daigaku | definitivo |

| Cessioni | Cessioni        | Cessioni       | Cessioni   |
| R.       | Nome            | a              | Modalità   |
| -------- | --------------- | -------------- | ---------- |
| S        | Ayako Watanabe  | -              | ritirata   |
| S        | Fernanda Garay  | GRER           | definitivo |
| C        | Sayaka Takeuchi | -              | ritirata   |
| C        | Yuko Maruyama   | Befco BB Stars | definitivo |